# 双穗雀稗
双穗雀稗（学名：Paspalum paspaloides），为禾本科雀稗属下的一个植物种。